# Валсорда (Бреша)
Валсорда је насеље у Италији у округу Бреша, региону Ломбардија.
Према процени из 2011. у насељу је живело 22 становника. Насеље се налази на надморској висини од 242 м.